# Platja de Canet

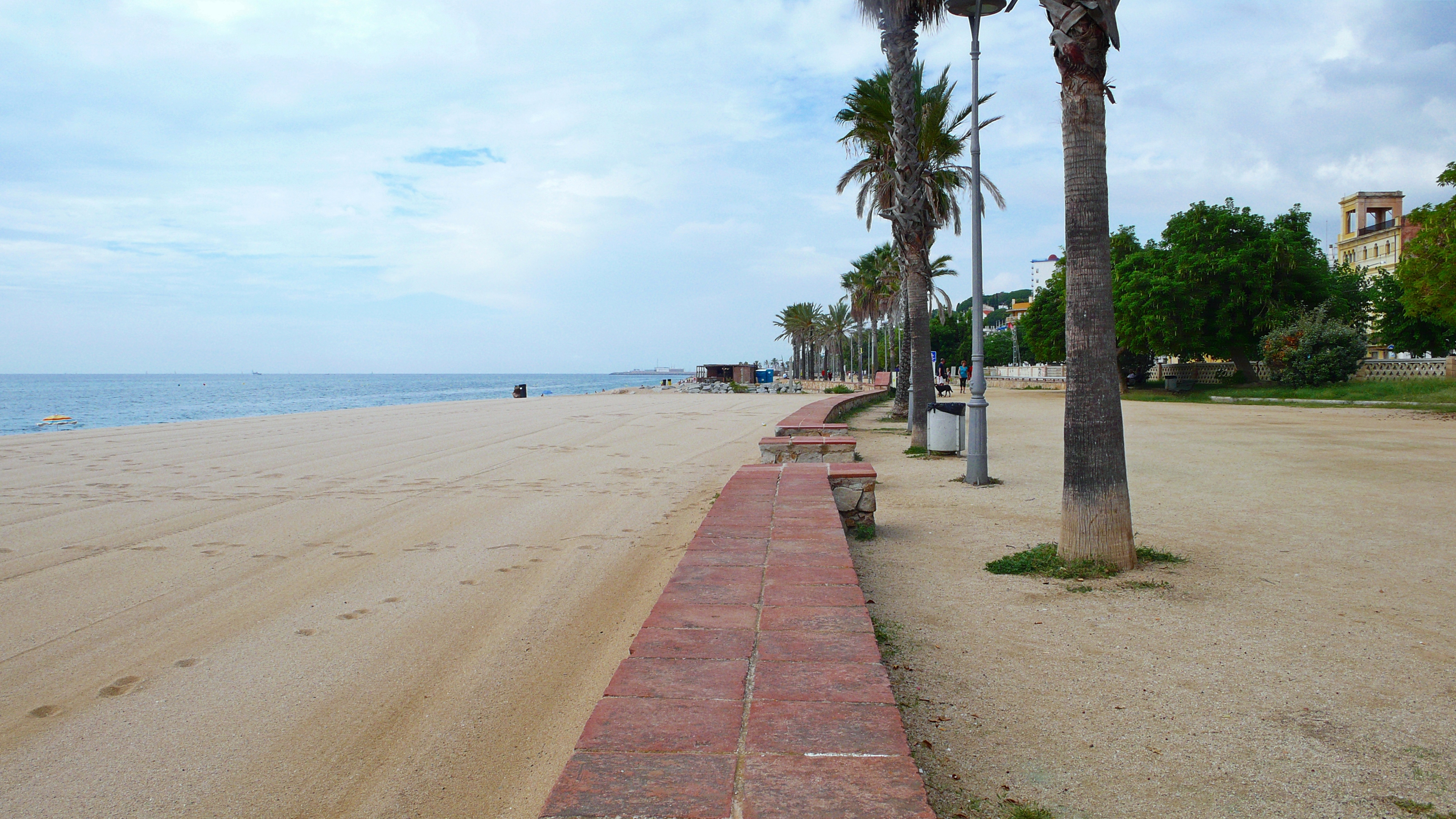
Passeig Marítim i platja de Canet

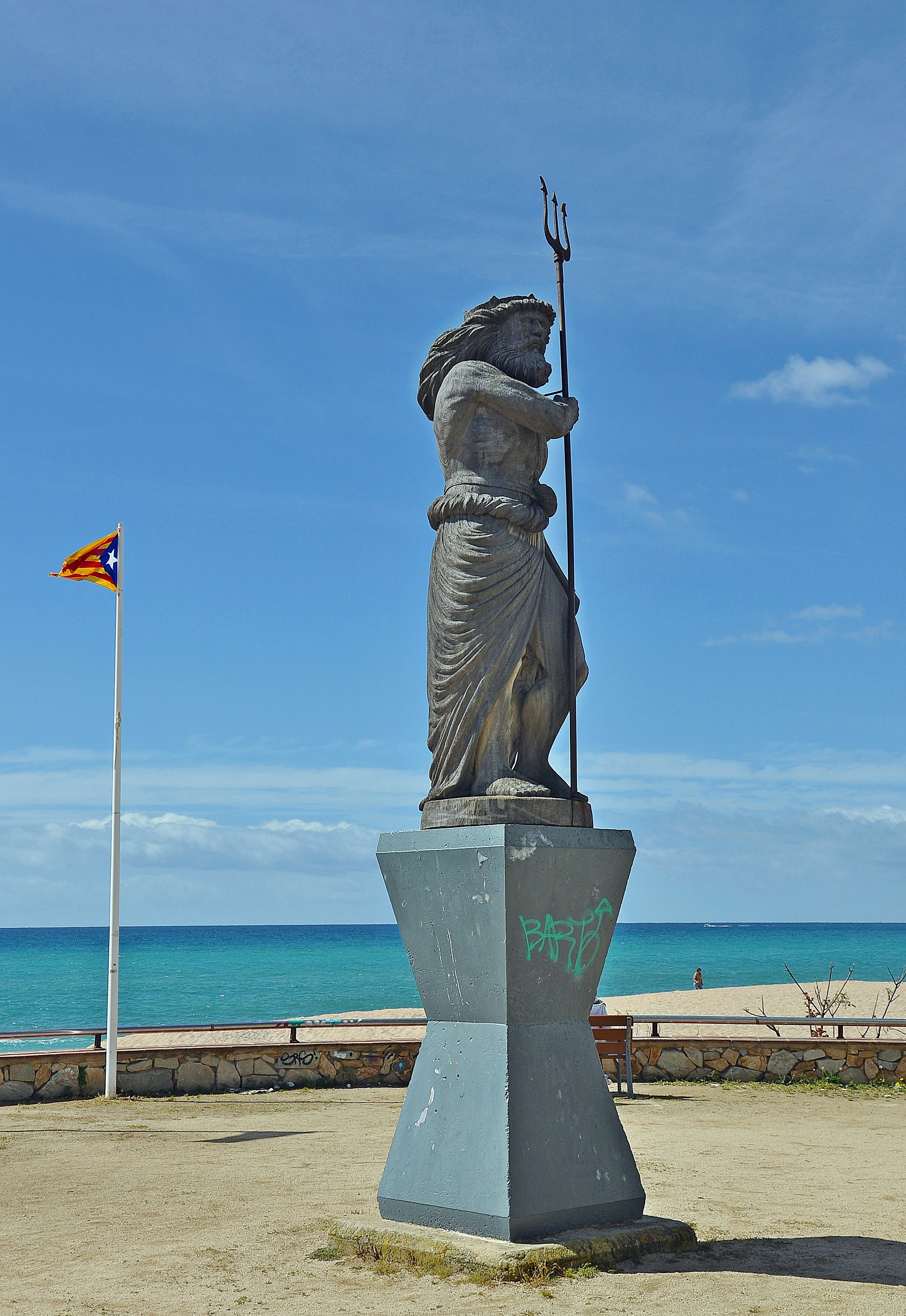
Estàtua de Neptú

La platja de Canet és una platja urbana de la costa del Maresme, situada al municipi de Canet de Mar (Maresme). Limita al nord-est amb la platja de les Roques Blanques de Sant Pol de Mar i al sud-oest amb una petita escullera que la separa de la platja del Cavaió, compartida amb el municipi d'Arenys de Mar. És la platja del nucli urbà i està flanquejada per un passeig marítim on hi ha una àrea de protecció de la vegetació litoral, a la part est. En aquest espai es troben plantes autòctones del litoral català com el fonoll marí, el rave de mar, el cascall marí o l'atzavara. Té una longitud de 1.575 m i una amplada mitjana de 60 m de sorra molt gruixuda i fort pendent d'entrada a l'aigua.
Està senyalitzada amb balises de 200 m, amb un canal d'entrada i de sortida de les embarcacions. L'estació de Canet de Mar està situada davant de la platja. Disposa de lloc de socors. Hi ha passarel·les per a persones amb disminució i una cadira de rodes. A la platja hi ha dos club de vela: el Club Mar i Vent i el Club Vela Canet. La platja de Canet ha rebut en els darrers anys la qualificació de Bandera Blava que atorga la Unió Europea.
Al Passeig Marítim, a tocar de la riera de Sant Domènec, hi ha l’escultura de Neptú sortint de la Mediterrània.
L'Agència Catalana de l'Aigua efectua un control setmanal de la qualitat de l'aigua, durant la temporada de bany, amb el resultat d'excel·lent. Està guardonada amb la Bandera Blava, que reconeix internacionalment la qualitat de l'aigua i serveis.